# Press Maravich
Petar Maravich, detto Press (Aliquippa, 29 agosto 1920 – Covington, 15 aprile 1987), è stato un cestista e allenatore di pallacanestro statunitense, professionista nella NBL e nella BAA.
Era il padre di Pete Maravich.